# مولد اللون
يتم تطبيق مصطلح الكروموجين أو مولد اللون أو مولد الصبغ أو مولد الصبغة (بالإنجليزية: Chromogen) في الكيمياء على مركب كيميائي عديم اللون (أو ضعيف اللون) يمكن تحويله عن طريق التفاعل الكيميائي إلى مركب يمكن وصفه بأنه «ملون». لا يوجد تعريف متفق عليه عالميًا للمصطلح. القواميس المختلفة تعطي التعريفات التالية:
- مادة قادرة على التحول إلى صبغة.
- أي مادة يمكن أن تصبح صبغة أو مادة ملونة، مادة في السوائل العضوية التي تشكل مركبات ملونة عندما تتأكسد، أو مركب يمكن أن يصبح صبغة.
- أي مادة عديمة اللون، تعطي أصلًا مادة ملونة.

افي الكيمياء الحيوية المصطلح له معنى مختلف إلى حد ما. وهو على ما يلي في مختلف القواميس.
- مقدمة صباغ كيميائي حيوي
- كائنات دقيقة تنتج صبغة
- أي بكتيريا معينة تنتج صبغة
- عضية أو عضو أو كائن حيوي مصطبغ بشدة أو ينتج عنه صبغ.